# Margaret Rhea Seddon
Margaret Rhea Seddon (ur. 8 stycznia 1947) – lekarka i emerytowana astronautka NASA. Wybrana do pierwszej grupy, w skład której wchodziły kobiety, uczestniczyła w trzech lotach promu: jako specjalista lotu STS-51-D i STS-40, i jako dowódca ładunku na STS-58. Działa w środowisku medycznym w Tennessee, Missisipi i Teksasie.

## Wczesne życie i edukacja
Seddon urodziła się w Murfreesboro, w stanie Tennessee, gdzie studiowała w Szkole Katolickiej im. św. Różyz Limy i ukończył Centralną Szkołę Średnią w 1965 roku. Uzyskała tytuł licencjata w dziedzinie fizjologii na Uniwersytecie Kalifornijskim w Berkeley, a w 1970 roku stopień doktora medycyny ze Szkoły Medycznej Uniwersytetu w Tennessee w 1973 roku. Podczas studiów na Uniwersytecie Kalifornijskim w Berkeley, Seddon była członkinią siostrzeństwa studenckiego Sigma Kappa.
Po ukończeniu szkoły medycznej, dr Seddon odbyła staż, a następnie 3-letnią rezydencję lekarską z chirurgii ogólnej w Memphis. Szczególne jej zainteresowanie wzbudził temat żywienia pacjentów chirurgicznych. W okresie swojego stażu i rezydentury, pracowała jako lekarz w oddziałach medycyny ratunkowej wielu szpitali w Mississippi i Tennessee, a w wolnym czasie także w regionie Houston. Dr Seddon prowadziła także badania kliniczne o wpływie radioterapii na żywienie chorych na raka.

## Kariera w NASA
W styczniu 1978 została wybrana na kandydatkę na astronautkę NASA, Dr Seddon została astronautką w sierpniu 1979 roku. Jej praca w NASA obejmowała działania w różnych dziedzinach. Była odpowiedzialna m.in. za oprogramowanie statku orbitalnego oraz payload, Laboratorium Integracji Awioniki Promu Kosmicznego, Pliki Danych Lotu, apteczkę i listę kontrolną wahadłowca kosmicznego. Pełniła też funkcję lekarza w załodze śmigłowca ratunkowego startu i lądowania, członkini załogi wspierającej STS-6, oraz członkini Komitetu Doradczego ds Medycyny Przestrzeni Kosmicznej w NASA, Asystentki ds Technicznych przy Dyrektorze Operacji Załóg Lotów. Była też (CapCom) w Centrum Kierowania Lotami.
Była zastępcą dyrektora ds. operacji załóg lotniczych na transport Wahadłowca/Ładunku Mir. Weteranka trzech lotów spędziła łącznie ponad 722 godziny w kosmosie. Dr Seddon była specjalistką lotu STS-51-D (1985) i STS-40 (1991) i dowódcą ładunku STS-58 (1993). We wrześniu 1996 roku została delegowana przez NASA do Szkoły Medycznej Uniwersytetu Vanderbilta w Nashville (w stanie Tennessee). Asystowała tam przy przygotowaniu badań krążenia (sercowo-naczyniowych), które następnie na pokładzie Wahadłowca Kosmicznego Columbia w locie Neurolab Spacelab w kwietniu 1998 zostały wyniesione w przestrzeń kosmiczną. W listopadzie 1997 dr Seddon odeszła na emeryturę NASA, jednak nie zaprzestała pracy zawodowej. Pracuje jako zastępca ordynatora w Grupie Medycznej Uniwersytetu Vanderbilta w Nashville.

### Loty kosmiczne

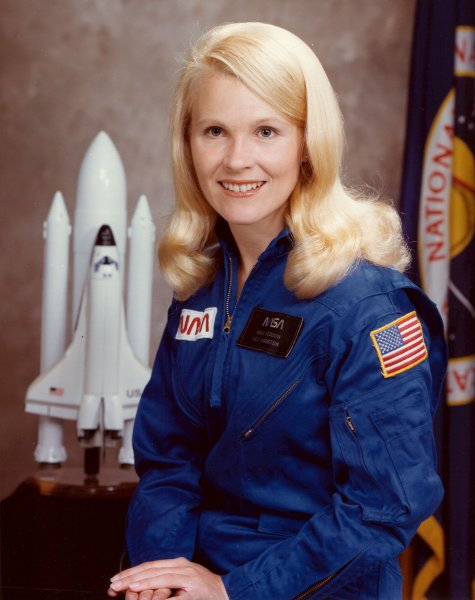
Portret z 1978 roku

W dniach 12-19 kwietnia 1985 roku, wystartował i powrócił na Ziemię do Centrum Kosmicznego im. Kennedy’ego wahadłowiec STS-51-D (Discovery). Załoga umieściła w przestrzeni kosmicznej satelitę ANIK-C dla kanadyjskiego Telesatu, oraz Syncom IV-3 dla Marynarki USA. Usterka satelity telekomunikacyjnego Syncom spowodowała pierwszy nieplanowany EVA (spacer kosmiczny), napotkanie i zbliżenie operacji dla wahadłowca kosmicznego w celu dokonania próby aktywacji za pomocą Remote Manipulator System. Załoga przeprowadził szereg badań medycznych, rozpoczęto dwa programy „Getaway Special”  oraz filmowano eksperymenty z zabawkami w przestrzeni kosmicznejj. Na zakończenie swojego pierwszego lotu kosmicznego Dr Seddon zarejestrowała 168 godzin w kosmosie na 109 okrążeniach po orbicie Ziemi. To właśnie w tę misję kosmicznę, doktor Seddon wzięła ze sobą w przestrzeń kosmiczną plakietkę bractwa studenckiego Sigma Kappa, do którego należy.
W dniach 5 czerwca 1991 roku, STS-40 (Columbia) Spacelab Life Sciences (SLS-1), misja dedykowana przestrzeni kosmicznej i naukom o życiu, wystartowała z Centrum Kosmicznego im. Kenneddy’ego na Florydzie. 14 czerwca tego samego roku wylądowała w Bazie Sił Powietrznych Edwards w Kalifornii. W ciągu dziewięciu dni lotu przeprowadzono badania, które analizowały reakcje ludzi, zwierząt i komórek na warunki mikrograwitacji i ich ponowne przystosowanie się do ziemskiej grawitacji po powrocie na Ziemię. Inne części misji zawierały także badania mające na celu studiowanie materiałoznawstwa, biologii roślin oraz radiacji kosmicznej, a także testy oprogramowania proponowanego dla Space Station Freedom Health Maintenance Facility. Misja zakończona po 146 okrążeniami Ziemi i zarejestrowanymi dodatkowymi 218 godzinami dr Seddon w kosmosie.
STS-58 (Columbia), Spacelab Life Sciences-2 odbyło lot od 18 października do 1 listopada 1993 roku. Dr Seddon pełniła w nim funkcję dowódcy ładunku (specjalisty misji). STS-58, misja naukowo-badawcza nauk o życiu, otrzymała nagrodę NASA za zarządzanie jako najbardziej udane i skuteczne laboratorium kosmiczne jakie dotychczas odbyło lot kosmiczny. W ciągu czternastu dni lotu siedem osób załogi, przeprowadzone neurovestibular, układu sercowo-naczyniowego, płuc, przemiany materii, układu mięśniowo-szkieletowy medyczne eksperymenty na sobie i 48 szczurach, poszerzając swoją wiedzę o fizjologii człowieka i zwierząt, zarówno na Ziemi, jak i w kosmosie. Ponadto, załoga wykonała dziesięć badań technicznych na pokładzie promu „Columbia” i dziewięć zaawansowanych. Po wykonaniu 225 okrążeń Ziemi i 336 godzinach, prom wylądował w bazie Edwards w Kalifornii.

## Życie osobiste
Seddon wyszła za mąż za byłego astronautę: Roberta L. Gibsona z Cooperstown, w stanie Nowy Jork. Mają troje dzieci: Paula, Dunn i Emilee. Jej ojciec, Edward Seddon, mieszka w Murfreesboro. Jej matka, pani Clayton Dunn Seddon, nie żyje.

## Nagrody i wyróżnienia
W 2015 roku Margaret Rhea Seddon została wpisana do Amerykańskiej Galerii Sław Astronautów.
Stowarzyszenie Uczestników Lotów Kosmicznych (Association of Space Explorers) przyznało jej Universal Astronaut Insignia za lot orbitalny (nr 161).